# Heckler & Koch P7
Pistole řady HK P7 jsou samonabíjecí pistole s ocelovým rámem a přímoběžným úderníkem, které vyvinula německá zbrojovka Heckler & Koch GmbH (H&K). V této typové řadě bylo v letech 1979 - 2008 vyráběno několik modelů, z nich v největším objemu model HK P7M8 s jednořadým zásobníkem, komorovaný na náboj 9×19mm Luger. Dvě modifikace podle národních požadavků byly licenčně vyráběny v Řecku a v Mexiku.
Konstrukce pistolí řady HK P7 je mezi sériově vyráběnými zbraněmi výjimečná. Díky několika neobvyklým prvkům mají pistole řady HK P7 vynikající vlastnosti, zejména bezpečné nošení s nábojem v komoře a rychlé připravení ke střelbě, relativně dlouhou hlaveň (vzhledem ke kompaktním rozměrům zbraně), která je pevně uchycena k rámu a má mimořádně nízko posazenou osu. Obsluha zbraně je bezpečná, spolehlivá a přirozená, ale do značné míry se liší od běžných pistolí. To byla také, vedle několika dalších nevýhod a nedostatků, hlavní příčina výhrad některých uživatelů.

## Historie
Po teroristickém útoku na OH 1972 v Mnichově spolkové ozbrojené složky SRN předefinovaly požadavky na výzbroj a zbrojovky Walther, SIG, H&K a Mauser byly vyzvány, aby nabídly pistole, které je budou splňovat. Zbraně měly být komorovány na náboj 9×19mm Luger, měly mít hmotnost menší než 1000 g, rozměry menší než 180×130×34 mm, úsťovou energii větší než 500 J a životnost alespoň 10 000 výstřelů. Měly umožňovat obsluhu levou i pravou rukou a být bezpečné při nošení s nábojem v komoře a tím umožňovat rychlé tasení a okamžitou střelbu.
Firma H&K těmto kritériím přizpůsobila svůj rozpracovaný projekt moderní služební pistole PSP (Polizei-Selbstlade-Pistole), který zahájila již v roce 1971.
Pistole HK PSP byla vyrobena pro zkoušky v počtu 239 ks, na základě připomínek byla lehce upravena a - spolu s pistolemi Walther P5 a SIG Sauer P6 - byla pod označením P7 doporučena pro přezbrojení složek armády a policie SRN. Model HK P7 má proti předsériovému modelu HK PSP rozšířený záchyt zásobníku a prodloužený tvar střenek k jeho zakrytí. Jeho sériová výroba byla zahájena v roce 1979 a prvními uživateli byla protiteroristická jednotka GSG9 a speciální jednotky Bundeswehru.
Nejúspěšnější model HK P7M8 byl vyráběn od roku 1983. Kromě zkušeností z praxe ovlivnily modernizaci prvního sériového modelu HK P7 požadavky trhu v USA. Zřetelnou vnější změnou bylo přemístění záchytu zásobníku do – dnes i v Evropě obvyklé – polohy z obou stran u paty lučíku, doplnění tepelné ochrany do zvětšeného lučíku, povysunutí objímky bicího ústrojí ze zadního čela bloku závěru kvůli usnadnění jeho demontáže bez nástroje a širší spoušť. Firma vyráběla model HK P7M8 po 25 let a výrobu ukončila až v roce 2007 jubilejní sérií 500 číslovaných kusů v dřevěných kazetách, s dřevěnými střenkami od firmy Karl Nill a vyrytým jménem konstruktéra zbraně na bloku závěru.

## Konstrukční principy

### Zákluz brzděný tlakem spalin
Oproti tehdy většinovým nábojům 7,65×17mm vyžadoval výkonnější náboj 9×19mm uzavření nábojové komory v okamžiku výstřelu. Konstruktér firmy H&K Helmut Weldle proto zdokonalil již dříve známý, ale velmi neobvyklý systém brzdění zákluzu. Závěr pistolí řady HK P7 není před výstřelem uzamykán, ale zákluz bloku závěru je v první fázi výstřelu brzděn protitlakem spalin (výjimkou jsou modely HK P7K3 a HK P7PT určené pro méně výkonné náboje).
Část spalin je přepouštěna kanálkem v hlavni do tlakové komůrky pod hlavní. Ve válcové komůrce se rovnoběžně s osou hlavně pohybuje pístek přímo spojený s blokem závěru. Tlak spalin v komůrce bezprostředně po výstřelu drží pístek v přední poloze po dobu, než střela vylétne z hlavně. Tím je zabráněno, aby se blok závěru pohnul vzad a tudíž závěr po kritickou dobu zcela utěsňuje komoru.
Komůrka s pístkem má i po poklesu tlaku tlumit pohyb bloku závěru vzad jako plynová vzpěra. Přesto musela být v pistoli HK P7 použita poměrně tuhá vratná pružina a masivní blok závěru, takže jeho přetažení vyžaduje značnou sílu.
Smyslem tohoto a podobných řešení je zvládat výstřelové tlaky výkonnějších nábojů, ale přitom se vyhnout mechanickému uzamykání závěru. Tato konstrukce zbraně mj. umožňuje trvale pevně spojit hlaveň s rámem zbraně a také snížit vzdálenost osy hlavně nad úchopem rukou střelce. Výrobce uvádí, že pistole HK P7 má díky výhodám plynoucím z této konstrukce vyšší praktickou přesnost střelby oproti zbraním se srovnatelnou délkou hlavně.
Systém brzdění zákluzu protitlakem spalin v roce 1927 patentoval belgický konstruktér Joseph Destrée, v praxi jej použil v roce 1944 Karl Barnitzke pro samopal Gustloff MP507 (Volkssturmgewehr VG 1-5). Po 2. světové válce byla na tomto principu zkonstruována rakouská pistole Steyr GB, čínská M-77B a německá Walther CCP.

### Napínací páka
Jedinečným prvkem pistolí řady HK P7 je napínací páka bicího mechanismu, umístěná v rukojeti. Vzdáleně připomíná dlaňovou pojistku zbraní konfigurace 1911, není však ve hřbetu, ale v předním čele rukojeti (stlačuje se prsty) a neslouží jako pouhá pojistka, ale přímo napíná a povoluje bicí pružinu úderníku.
Napínání je usnadněno vnitřním mechanismem s výkyvnou rohatkou, takže po prvotním silnějším sevření (cca 70 N), kdy je natažena bicí pružina, stačí k držení již natažené HK P7 v ruce jen běžný úchop (silou cca 10 N). Chod spouště je na natažené zbrani jednočinný a odpor spouště tedy od prvního výstřelu lehký a konstantní (cca 20 N).
Naopak při povolení úchopu při odložení zbraně nebo jejím zasunutí do pouzdra nebo i po nechtěném vypadnutí z ruky je napnutí bicí pružiny ihned uvolněno. Pistole HK P7 proto nepotřebuje žádnou vnější pojistku (mexická modifikace P7M13S je výjimkou), má jen obvyklou vnitřní pádovou pojistku úderníku. Pistoli řady HK P7 lze bezpečně nosit v pouzdře s nábojem v komoře, protože bicí pružina není natažená. Teprve při tasení zbraně lze snadno, přirozeně a jednou rukou napnout bicí pružinu a ihned střílet v jednočinném režimu, tedy s lehkým odporem spouště a přesně. Napnutí bicí pružiny je zřetelně indikováno vysunutím zadního čela úderníku proti střelci.
Napínací páka uvolňuje i blok závěru, který je po vystřílení zásobníku vystaven do střelecké pohotovosti. Po zasunutí nového plného zásobníku je jediným stisknutím napínací páky náboj podán do komory, závěr uzavřen, bicí mechanismus natažen a pistole připravena k další střelbě.
Napínací páka je prvek natolik specifický pro pistole řady HK P7, že podle něj dostaly v USA přezdívku "Staple Gun" (sponkovačka).

### Vývrt hlavně
Hlaveň má pravotočivý polygonální vývrt o stoupání 250 mm. Vnitřní povrch nábojové komory je rýhován 18 podélnými drážkami rovnoběžnými s osou hlavně (tzv. Agnelliho / Revelliho drážky). Účelem této úpravy je usnadnění vytažení prázdné nábojnice po výstřelu. Drážky usměrňují proudění spalin kolem nábojnice a údajně nábojnici vytlačí z komory i v případě, že je vytahovač vadný nebo zcela chybí. Úpravu používají i jiní výrobci, sama firma H&K např. i u samopalu HK MP5 a u útočné pušky HK G3. Charakteristické je silné zašpinění vnějšího povrchu vystřelených nábojnic.

### Rozborka
K běžnému čištění lze zbraň snadno rozebrat bez použití nástrojů na tři hlavní části (rám s hlavní, blok závěru s pístkem a přímoběžným úderníkem, vratná pružina). Snadno lze vyjmout i blok úderníku z bloku závěru složené zbraně. K tomuto úkonu je s každou pistolí dodáván speciální klíč (Zerlegeschlüssel), ale jeho použití není nezbytné, zejména po úpravě usazení objímky bicího mechanismu od roku 1983.

## Modely
| Model | Délka celkem mm | Délka hlavně mm | Výška mm | Šířka mm | Hmotnost g  | Ráže                        | Kapacita zásobníku | Úsťová rychlost m/s | Poznámky |
| ----- | --------------- | --------------- | -------- | -------- | ----------- | --------------------------- | ------------------ | ------------------- | --- |
| PSP   | 166             | 102             | 127      | 29       | 785         | 9×19mm                      | 8                  | 351                 | nultá série 1976, pouze 239 kusů záchyt zásobníku na patě rukojeti                                                                                  |
| P7    | 171             | 102             | 129      | 29       | 780         | 9×19mm                      | 8                  | 351                 | první série 1979-1982 širší záchyt zásobníku na patě rukojeti střenky protažené přes záchyt zásobníku                                               |
| P7M8  | 171             | 102             | 129      | 29       | 780         | 9×19mm                      | 8                  | 351                 | druhá série 1983-2007 oboustranný záchyt zásobníku na rukojeti v úrovni palce zvětšený prostor lučíku a tepelný štítek nad lučíkem                  |
| P7M13 | 175             | 102             | 135      | 33       | 850         | 9×19mm                      | 13                 | 351                 | druhá série 1983-2007 oboustranný záchyt zásobníku na rukojeti v úrovni palce zvětšený prostor lučíku a tepelný štítek nad lučíkem                  |
| P7M10 | 175             | 102             | 145      | 33       | 1250        | 10×22mm                     | 10                 | 300—345             | druhá série 1983-2007 oboustranný záchyt zásobníku na rukojeti v úrovni palce zvětšený prostor lučíku a tepelný štítek nad lučíkem                  |
| P7K3  | 160             | 96,5            | 125      | 29       | 775 760 750 | 5,56×15mmR 7,65×17mm 9×17mm | 8                  | 275 330 305         | model se záměnnými hlavněmi, zásobníky, vratnými pružinami a blokem závěru bez tepelného štítku, nemá funkční tlakovou brzdu, jen hydraulický doraz |
| P7PT8 | 171             | 102             | 129      | 29       | 720         | 9×19mmPT                    | 8                  | 410                 | model výhradně pro cvičnou střelbu náboji 9×19mmPT Geco 0,42 g (6,5 gr) bez tepelného štítku, nemá funkční tlakovou brzdu modré tečky u ústí hlavně |

- Prototyp HK P7M7 komorovaný na náboj 11,43×23mm využíval hydraulickou brzdu bloku závěru a byl vyroben jenom v šesti kusech.
- Model HK P7M8 byl licenčně vyráběn v Řecku pod označením EP7.
- Model HK P7M13 s doplněnou posuvnou manuální pojistkou spouště na pravé straně bloku závěru byl licenčně vyráběn v Mexiku pod označením P7M13S.

## Výhrady a nedostatky
Konstrukční a ovládací prvky pistolí řady HK P7 se liší od konstrukčních řešení většiny dřívějších i dnešních pistolí. Ovládání zbraně je sice přirozené, nicméně bylo považováno za příčinu několika smrtelných nehod, které se udály u dolnosaské zemské policie. Pokud není držena napínací páka v rukojeti stisknutá, zbraň při stisku spouště nevystřelí. Pokud je však naopak (a proti zásadám bezpečné manipulace se zbraní) spoušť držena stisknutá a teprve poté je zmáčknuta napínací páka, zbraň údajně vystřelí. K nechtěným výstřelům došlo zejména ve stresových situacích, kdy při tasení zbraně policista sevřel křečovitě rukojeť a zároveň ukazovákem reflexivně i spoušť. V roce 1996 byla kvůli tomu vyvinuta i mechanická úprava, která měla znemožnit stisknutí spouště před stisknutím napínací páky nebo současně s ním, ale nebyla hromadně aplikována.
Spaliny přepouštěné do brzdné komůrky zahřejí po několika výstřelech oblast u přední části lučíku. Tento nedostatek nešlo principiálně odstranit, ale od modelu P7M8 od roku 1983 byl prostor lučíku zvětšen a do jeho horní části byl vložen ochranný polymerový štítek.
Při stisknutí i uvolnění napínací páky vydává její mechanismus hlasité cvaknutí. Příručka uživatele uvádí, že potažením závěru o několik mm vzad před uvolněním napínací páky lze zvuk ztlumit, ale v praxi jej docela potlačit nelze.
Za další nedostatky zbraně jsou považovány:
- silná vratná pružina, která ztěžuje přetažení bloku závěru (při kontrole zbraně, nabití prvního náboje do komory, rozborce a sestavení pistole);
- relativně velká hmotnost pistole vzhledem k jejím kompaktním rozměrům a malé kapacitě;
- špinění vnitřku zbraně a nábojnic výstřelovými zplodinami;
- vysoká výrobní cena.

## Uživatelé
Pistolemi řady HK P7 byly od roku 1979 postupně přezbrojovány jednotky zvláštního určení a vojenské policie Bundeswehru, spolková pohraniční stráž (Bundesgrenzschutz) včetně protiteroristického útvaru GSG 9, spolková policie (Bundespolizei), bavorská a dolnosaská zemská policie a další. V Německy byly až v období 2002 — 2006 nahrazovány pistolemi HK P2000 a později také HK P30, u vězeňské služby teprve po roce 2010 pistolemi Walther P99. Pistole byly vyváženy do několika zemí, pro trh v USA byl vyvinut model P7M10 komorovaný na náboj 10×22 mm, v Řecku a v Mexiku byly vyráběny licenčně.